# Любч-Великий
Любч-Великий (пол. Lubcz Wielki, нім. Groß Lubs) — село в Польщі, у гміні Кшиж-Велькопольський Чарнковсько-Тшцянецького повіту Великопольського воєводства.
Населення — 287 осіб (2011).
У 1975-1998 роках село належало до Пільського воєводства.

## Демографія
Демографічна структура станом на 31 березня 2011 року:
|          | Загалом | Допрацездатний вік | Працездатний вік | Постпрацездатний вік |
| -------- | ------- | ------------------ | ---------------- | -------------------- |
| Чоловіки | 149     | 41                 | 98               | 10                   |
| Жінки    | 138     | 41                 | 71               | 26                   |
| Разом    | 287     | 82                 | 169              | 36                   |